# Hobro-Mariager Provsti
Hobro-Mariager  Provsti er et provsti i Århus Stift.  Provstiet ligger i Mariagerfjord Kommune.
Hobro-Mariager Provsti består af 17 sogne med 19 kirker, fordelt på 7 pastorater.

## Pastorater
| Pastorater i Hobro-Mariager Provsti | Pastorater i Hobro-Mariager Provsti           | Pastorater i Hobro-Mariager Provsti       |
| ----------------------------------- | --------------------------------------------- | ----------------------------------------- |
| Falslev-Vindblæs Pastorat           | Glenstrup-Sønder Onsild-Nørre Onsild Pastorat | Hem-Sem-Vester Tørslev-Svenstrup Pastorat |
| Hobro-Skjellerup Pastorat           | Hvornum-Snæbum-Hvilsom Pastorat               | Mariager Pastorat                         |
| Øls-Hørby-Døstrup Pastorat          |                                               |                                           |

## Sogne
| Sogne i Hobro-Mariager Provsti | Sogne i Hobro-Mariager Provsti | Sogne i Hobro-Mariager Provsti |
| ------------------------------ | ------------------------------ | ------------------------------ |
| Døstrup Sogn                   | Falslev-Vindblæs Sogn          | Glenstrup Sogn                 |
| Hem Sogn                       | Hobro Sogn                     | Hvilsom Sogn                   |
| Hvornum Sogn                   | Hørby Sogn                     | Mariager Sogn                  |
| Nørre Onsild Sogn              | Sem Sogn                       | Skjellerup Sogn                |
| Snæbum Sogn                    | Svenstrup Sogn                 | Sønder Onsild Sogn             |
| Vester Tørslev Sogn            | Øls Sogn                       |                                |